# 小行星24065
小行星24065（24065 Barbfriedman）是一颗绕太阳运转的小行星，为主小行星带小行星。该小行星于1999年10月19日发现。

## 轨道参数
小行星24065的轨道半长轴为416 672 084 km，2.7852412 UA，离心率为0.097。